# Marion Moon
Marion Atieno Moon (sinh ngày 5 tháng 12 năm 1983) là một nông dân hữu cơ Kenya và giám đốc quản lý của Wanda Organic, một công ty cải thiện năng suất của nông dân bằng cách sử dụng phân bón hữu cơ sinh học. Cô nằm trong số bảy người nhận tài trợ từ Cơ quan Phát triển Quốc tế Hoa Kỳ (USAid) theo sáng kiến Feed the Future.

## Tiểu sử
Marion Atieno sinh ra ở Kenya và lớn lên ở Nairobi. Cô theo học trường Braeside, Trường Brookhouse và Trường Thánh Mary ở Kenya, trước khi học Quản trị kinh doanh tại Đại học Macquarie ở Úc, tốt nghiệp năm 2006.

## Công việc
Đầu tiên cô làm việc tại hội đồng du lịch Kenya với tư cách là thực tập sinh trước khi gia nhập công ty truyền thông và quảng cáo Scangroup, với tư cách là một nhà hoạch định truyền thông. Cô làm việc cho công ty bảo hiểm AoN, ở Kampala, Uganda với tư cách là trợ lý điều hành trước khi rời đi vào năm 2011 Cô chọn ra đi vì trong khi cô thành công trong công việc, cô không cảm thấy thỏa mãn với công việc; Cô nói: "Tôi đã làm rất tốt, nhưng đến cuối cùng thì sao?" Moon cũng muốn làm một công việc gì đó gần nhà hơn.
Đất Kenya đã cạn kiệt trong những năm qua và vì vậy Moon quyết định theo đuổi sử dụng phân bón hữu cơ, tạo ra Wanda Organic vào năm 2012. Việc lựa chọn phân hữu cơ là có chủ ý: các loại vô cơ đã làm cạn kiệt chất dinh dưỡng từ đất theo thời gian. Cô đã đến thăm Philippines và Thái Lan, nơi đã được sử dụng thành công..
Mục tiêu cuối cùng của chương trình cũng là không chỉ tiếp tục nhập khẩu phân bón mà cuối cùng là thiết lập sản xuất ở Kenya. Công việc của Moon đã có tác động tích cực đến nông dân trong khu vực, những người đã nhìn thấy năng suất cây trồng tốt hơn và cải thiện mức sống của họ.